# Raków (województwo lubuskie)
Raków – wieś w Polsce, położona w województwie lubuskim, w powiecie świebodzińskim, w gminie Świebodzin.
W latach 1975–1998 miejscowość położona była w województwie zielonogórskim.

## Integralne części wsi
| SIMC    | Nazwa   | Rodzaj |
| ------- | ------- | ------ |
| 0915136 | Miłkowo | osada  |

## Historia
Miejscowość pojawia się w źródłach z XV wieku jako Rackaw. W połowie XVI wieku jej właścicielem był Joachim von Schönaich, uwieczniony w istniejącej do dziś tablicy epitafijnej znajdującej się na jednej ze ścian rakowskiego kościoła. Po śmierci Joachima w 1575 roku we wsi umocniły się wpływy luterańskie. W 1603 roku doszło do podziału rakowskiego majątku i nowymi właścicielami zostali von Unruhowie, von Kalckreuthowie oraz członkowie rodziny von Miesitscheck. W dalszych latach własność majątków przechodziła wielokrotnie w kolejne ręce. Dopiero w 1740 roku całość własności nad wsią zgromadziła w swych rękach hrabiowska rodzina Clairon d'Haussonville. 
Próby odbudowy pozycji katolicyzmu we wsi nie odniosły pozytywnych rezultatów i to pomimo administracyjnego przejęcia tutejszego kościoła w 1654 roku. Przejęta przez katolików świątynia świeciła pustka i ulegała dewastacji, a okoliczni protestanccy mieszkańcy uczęszczali do zboru w Kępsku. Pomimo konfliktów na tle religijnym, rozwój wsi był pozytywnie stymulowany przez jej rycerską własność, dzięki której wsi nie dotyczyły ograniczenia w produkcji i sprzedaży np. piwa. Około 1790 we wsi zamieszkiwało 214 mieszkańców. W główniej mierze byli to średnio zamożni zagrodnicy. W 1792 roku, jeden z kolejnych właścicieli wsi, landrat starego powiatu świebodzińskiego kapitan Ernst von Sommerfeld odstąpił swoje dobra dla cysterek trzebnickich.
Cysterki zarządzały wsią aż do sekularyzacji zakonu w 1810 roku. Wówczas wieś została przejęta przez skarb państwa i darowana dla weterana wojen napoleońskich generała Frierchicha Emanuela von Tauentzien. Około 1835 roku właścicielem wsi została rodzina von Zastrow. W tym okresie majątek zajmował około 1100 ha, z czego większość stanowiły wzorowo prowadzone lasy. Dodatkowo w okolicach wsi funkcjonowały dwa wiatraki, cegielnia oraz dwie karczmy. W późniejszych latach dzięki dobrej administracji dobrami we wsi powstała również gorzelnia oraz nowy browar. Raków w 1867 roku liczył 450 mieszkańców. Na początku XX wieku wieś przejął podporucznik Georg Moderow, majątek uchodził wówczas za wzorowo prowadzony i dochodowy. Produkowano w nim duże ilości mleka oraz hodowano bydło i trzodę.
Po II wojnie światowej wieś przeszła pod administrację polską. W 1946 roku uruchomiono szkołę, którą w 1953 roku przeniesiono do Rosina. Na areale 1200 ha funkcjonował państwowy Rolniczy Zespół Spółdzielczy, następnie PGR. W 1965 rok wieś zamieszkały 294 osoby, w 1970 roku 308 osób, a w 2006 roku wieś liczyła 356 mieszkańców.

## Zabytki
Do wojewódzkiego rejestru zabytków wpisane są:
- kościół filialny pod wezwaniem św. Jadwigi, barokowy z XIV wieku, przebudowany w 1727 roku, gruntownie remontowany w XIX w. i w 1987 roku
- pałac, z 1727 roku, przebudowany w połowie XIX wieku, pierwotnie barokowy, po pożarze i remoncie w 1983 utracił większość pierwotnych detali

inne zabytki:
- spichlerz z XVIII wieku.